# Dieu es-tu là ? C'est Jésus à l'appareil
Dieu es-tu là ? C'est Jésus à l'appareil (Are You There God? It's Me, Jesus en version originale) est le seizième épisode de la troisième saison de la série animée South Park, ainsi que le 47e épisode de l'émission.

## Synopsis
À l'aube de l'an 2000, South Park est en effervescence : Jésus va probablement faire venir Dieu sur Terre lors d'une grande fête qu'il organise. Pendant ce temps, les enfants attrapent une maladie qui provoque des saignements anaux, ce qu'ils prennent pour l'arrivée de leurs menstruations.